# Honayn's Shoe
El zapato de Honayn es un cortometraje de animación de 2009, dirigido por Mohamed Ghazala.

## Sinopsis
El zapato de Honayn es un cuento de animación sobre un nómada y su camello en medio del desierto, que busca el zapato que ha perdido. Su producción fue financiada por el Gobierno de Egipto. Carece de diálogo.

## Premios
- African Movie Academy Awards[4] 2010[5]